# Amphicerus galapaganus
Amphicerus galapaganus es una especie de escarabajo del género Amphicerus, categorizada en la tribu Bostrichini, de la familia Bostrichidae. Fue descrita por Lesne en 1910.
Es sinónimo de Schistoceros galapaganus Lesne, 1910. Se distribuye por América del Sur, en las islas Galápagos.